# Unforgivable Blackness: The Rise and Fall of Jack Johnson
Pour plus de détails, voir Fiche technique et Distribution.
Unforgivable Blackness: The Rise and Fall of Jack Johnson est un film documentaire par le réalisateur américain  Ken Burns basée sur la biographie éponyme de Geoffrey C. Ward (2004), du premier champion du monde de boxe afro-américain Jack Johnson.
Ce documentaire a été diffusé sur la chaîne publique américaine Public Broadcasting Service en deux parties le 17 et 18 janvier 2005. Dans la lignée des documentaires de Burns, ce film de 220 minutes est aussi bien une biographie de Jack Johnson, qu'un documentaire sur le racisme et l'inégalité sociale sous les lois Jim Crow contre laquelle Jack Johnson vivra dans une défiante opposition. Dans la version originale, le narrateur du film est Keith David et Samuel L. Jackson fait la voix de Jack Johnson.
En 2005, Ken Burns remporta un Emmy Award pour la meilleure réalisation d'un programme de non fiction.
Le film a été produit par David Schaye, Paul Barnes et Ken Burns (producteur exécutif) pour Florentine Films.

## Fiche technique
- Titre : Unforgivable Blackness: The Rise and Fall of Jack Johnson
- Réalisation : Ken Burns
- Scénario : Geoffrey C. Ward
- Musique : Wynton Marsalis
- Photographie : Stephen McCarthy et Buddy Squires
- Montage : Paul Barnes et Erik Ewers
- Production : Paul Barnes, Ken Burns et David Schaye
- Société de production : WETA-TV, Arthur Vining Davis Foundations, Corporation for Public Broadcasting, Florentine Films, General Motors Corporation et Public Broadcasting Service
- Pays :  États-Unis
- Genre : Documentaire
- Durée : 214 minutes
- Dates de sortie : 
  -  États-Unis : 4 septembre 2004 (Festival du film de Telluride), 17 janvier 2005